# Santa Maria de Sardoura
Santa Maria de Sardoura é uma vila portuguesa sede da Freguesia de Santa Maria de Sardoura do Município de Castelo de Paiva, freguesia com 10,06 km² de área e 2274 habitantes (censo de 2021), tendo, assim, uma densidade populacional de 226 hab./km².
A povoação de Santa Maria de Sardoura foi elevada à categoria de vila em 2003.
Esta freguesia situa-se na margem esquerda do Douro, e a vila de Santa Maria de Sardoura fica a cerca de 4 km do sede do Município e entre as localidades de Entre-os-Rios e Sobrado.

## História
Segundo alguns historiadores, o topónimo Sardoura é de origem árabe e significa andar à roda, ideia tomada das inúmeras voltas que o ribeiro descreve nos vales e colinas desta freguesia. 
As inquirições de 1258 referem-se amplamente as terras de Sardoura, destacando que a Igreja Matriz era, nos inícios do Século XVI, do Conde de Marialva, D. Francisco Coutinho.
Foi elevada a vila pela Lei nº 78/2003 em 1 de Julho de 2003.

## Geografia
O povoamento desta terra é muito recuado, a julgar pela existência de dois montes (S. Gens - 328) e (S. Paúl - 350 m), cuja topografia os torna eminentemente próprios para a defesa castreja, pois estão afastados um do outro quase um quilómetro.
Do cima destas elevações desfruta-se uma paisagem magnífica sobre o Vale de Sardoura e sobre o Rio Douro.

## Demografia
A população registada nos censos foi:
| Distribuição da População por Grupos Etários | Distribuição da População por Grupos Etários | Distribuição da População por Grupos Etários | Distribuição da População por Grupos Etários | Distribuição da População por Grupos Etários |
| -------------------------------------------- | -------------------------------------------- | -------------------------------------------- | -------------------------------------------- | -------------------------------------------- |
| Ano                                          | 0-14 Anos                                    | 15-24 Anos                                   | 25-64 Anos                                   | > 65 Anos                                    |
| 2001                                         | 526                                          | 486                                          | 1367                                         | 319                                          |
| 2011                                         | 389                                          | 318                                          | 1451                                         | 380                                          |
| 2021                                         | 280                                          | 250                                          | 1263                                         | 481                                          |

## Património
- Capela de Nossa Senhora de Fátima
- Ermidas de Nossa Senhora do Freixo, de Nossa Senhora do Carmo, de Santo António e de Santo Antão
- Cruzeiros no cemitério e no Monte das Penas
- Casa do Casal do Outeiro
- Quintas do Pedregal, do Freixo e das Lagartas
- Boure
- Porto fluvial
- Monte de S. Gens e São Paul
- Mamoas de Chão da Forca, de Vales  do Tapado
- Necrópole de Valdemides